# 폭력 교실 (1955년 영화)
《폭력 교실》(영어: Blackboard Jungle)은 1955년 개봉한 미국의 풍자 영화이다. 리처드 브룩스가 감독과 각본을 맡았으며, 에번 헌터의 동명 소설이 영화의 원작이다. 2016년 미국 국립영화등기부에 등재되었다.

## 출연

### 주연
- 글렌 포드
- 앤 프란시스

### 조연
- 루이스 칼헌
- 마가렛 헤이즈
- 존 호이트
- 리처드 킬리
- 에밀 메이어
- 워너 앤더슨
- 배질 루이스댈
- 시드니 포이티어
- 빅 모로
- 러팰 캠포스
- 폴 마주르스키
- 호레이스 맥마혼
- 제이미 파
- 대니 데니스
- 데이빗 엘퍼트
- 리처드 데콘
- 로버트 폴크
- 톰 맥키
- 도로시 뉴만
- 마누엘 파리
- 에밀 시트카
- 스티브 스티븐스

## 기타
- 원작자: 에반 헌터
- 미술: 랜들 두엘
- 미술: 세드릭 기븐스